# Banisteriopsis quadriglandula
Banisteriopsis quadriglandula är en tvåhjärtbladig växtart som beskrevs av B. Gates. Banisteriopsis quadriglandula ingår i släktet Banisteriopsis och familjen Malpighiaceae. Inga underarter finns listade i Catalogue of Life.